# Santa Anita, Baja California
Santa Anita är en ort i Mexiko.   Den ligger i kommunen Playas de Rosarito och delstaten Baja California, i den nordvästra delen av landet, 2 300 km nordväst om huvudstaden Mexico City. Santa Anita ligger 4 meter över havet och antalet invånare är 1 284.
Terrängen runt Santa Anita är kuperad åt nordost. Havet är nära Santa Anita västerut. Runt Santa Anita är det glesbefolkat, med 8 invånare per kvadratkilometer. Närmaste större samhälle är Primo Tapia, 14,1 km norr om Santa Anita.